# Utawarerumono: Prelude to the Fallen
Utawarerumono: Prelude to the Fallen (Originaltitel: うたわれるもの 散りゆく者への子守唄 Utawarerumono: Chiriyuku Mono e no Komoriuta) ist ein Genremix aus Visual Novel und Computer-Rollenspiel des japanischen Entwicklerstudios Leaf aus dem Jahr 2002. Es kam ursprünglich für Windows unter dem Titel Utawarerumono auf den Markt. Mit den nachfolgenden Portierungen und Remakes für PlayStation 2, PlayStation Portable, PlayStation 4 und PlayStation Vita wurde es später mit dem Untertitel Prelude to the Fallen vermarktet. Aufgrund des Erfolgs bildete sich um das Spiel ein Franchise bestehend aus mehreren Computerspielen, einer Animeserie, Mangas und weiteren Produkten. Auf den westlichen Märkten wurde Prelude to the Fallen erst ab 2020 durch NIS America und Deep Silver veröffentlicht, zeitlich nach dem inhaltlichen Nachfolger Utawarerumono: Mask of Deception, der 2015 weltweit erschien.

## Handlung
Ein Großteil der Spielhandlung des Spiels wird im Stil einer Visual Novel in Dialogen wiedergegeben, bei denen der Spieler vereinzelt Reaktionsmöglichkeiten erhält. Die Spielerfigur Hakuowlo erwacht schwer verletzt und  ohne Erinnerung an ihre Vergangenheit in einem Dorf. Auffälliges Merkmal des Protagonisten ist eine Maske, die sein Gesicht verdeckt und sich nicht entfernen lässt. Zunächst hilft er den Bewohnern aus Dankbarkeit bei der Wiederherstellung ihrer Äcker. Bei der Erkundung der Umgebung erkennt Hakuowlo rasch, dass die Bewohner von der herrschenden Adelsfamilie unterdrückt werden. Er führt eine Rebellion gegen die Unterdrücker an und steigt dadurch selbst zum Herrscher auf. In Folge muss er sein kleines Reich gegen benachbarte Angreifer verteidigen und dabei allmählich die Wahrheit über seine Vergangenheit aufdecken.

## Spielprinzip
Neben den Erzählparts besteht das Spiel aus zahlreichen taktischen, rundenbasierten Kämpfen gegen computergesteuerte Gegner im Stil von Fire Emblem oder Tactics Ogre. Die Kämpfe werden durch die Handlung vorgegeben. Auf dem schachbrettartig vorgegebenen Kampfbildschirm werden die Figuren zugweise bewegt, wobei sich jede Figur pro Runde nur um eine begrenzte Anzahl von Feldern bewegen kann. Die geschickte Positionierung und Blickrichtung hat Einfluss auf den Kampferfolg, da Angriffe von der Flanke oder aus dem Hinterhalt höheren Schaden verursachen. Auch kombinierte Angriffe zweier Charaktere können durch passende Positionierung ermöglicht werden. Alle Charaktere haben eine Verbindung zu einem von sieben Elementen (Feuer, Wasser, Erde, Luft, Dunkelheit, Licht und Neutral), die mit Sonderfähigkeiten einhergehen und zueinander in einem Schere-Stein-Papier-Prinzip stehen. Daneben gibt es Zweikampf-Elemente in Form von Quicktime-Events, durch die sich Spezialenergie für besonders mächtige Attacken sammeln lässt. Mit erfolgreichem Abschluss des Kampfes erhalten die Figuren Erfahrungs- und Bonuspunkte, mit denen die Fähigkeiten erweitert und ausgebaut werden können.

## Entwicklung
Leaf veröffentlichte das Spiel ursprünglich 2002 in Japan für Windows, als Mischung aus Strategie-Rollenspiel und Visual Novel mit 2D-Sprites. Der japanische Entwickler Sting Entertainment portierte das Spiel in den Folgejahren auf mehrere Plattformen der PlayStation-Konsolenfamilie. 2020 kam eine nochmal überarbeitete Portierung für PS4 und Vita auf den Markt, die inhaltlich nahezu identisch mit der Originalfassung ist. Von den beiden Nachfolger Mask of Deception und Mask of Truth eingeführte Vereinfachungen in der Bedienung und der polygonalen Animationsstil der Visual-Novel-Erzählung wurden im Vergleich zur ursprünglichen Veröffentlichung übernommen und die sexualisierten Darstellungen an einigen Stellen entschärft. Hinzu kam eine japanische Sprachausgabe. Im Januar 2021 erschien das Spiel schließlich auch in der neu überarbeiteten Fassung für Windows.

## Rezeption
Das Spiel erhielt mehrheitlich positive Kritiken.

„Erneut ordentlicher, aber nach wie vor sehr unspektakulärer Mix aus Visual Novel und Taktik-Rollenspiel.“

„Die Mischung aus wendungsreicher Visual Novel und spannenden taktischen Rundenkämpfen passt ein weiteres Mal prima zusammen.“